# Bodiluddelingen 2022
Bodiluddelingen 2022 blev afholdt den 19. marts 2022 på Folketeatret i København og markerede den 75. gang at Bodilprisen blev uddelt.
Den 11. januar blev det offentliggjort at sangskriver og musiker Annika Aakjær bliver uddelingens vært. Uddelingens nominerede blev offentliggjort den 25. januar 2022.
Lisa Jespersens debut som filminstruktør, Hvor kragerne vender, blev uddelingens store vinder, da den holdt hele ni nomineringer og modtog prisen for bedste danske film og bedste kvindelige birolle til Anne Sofie Wanstrup. Årets yngste nominerede var den 13-årige Ester Birch for sin birolle i Ole Bornedals Skyggen i mit øje, mens prisen for bedste mandlige hovedrolle for første gang i Bodilprisens historie gik til en stemmepræstation, da Anders Matthesen modtog prisen for sit arbejde på Ternet Ninja 2. Birthe Neumann modtog sin tredje Bodil-pris, denne gang for bedste kvindelige hovedrolle, for sin portrættering af den danske baronesse og forfatter, Karen Blixen, i Bille Augusts drama Pagten.
Den danske animerede dokumentar Flugt af Jonas Poher Rasmussen modtog prisen for bedste dokumentarfilm, mens filmens animationsinstruktør, Kenneth Ladekjær, og art director, Jess Nicholls, modtog en Sær-Bodil for deres arbejde.
Åres Æres-Bodil blev tildelt filminstruktør Susanne Bier for at hylde hendes lange og succesfulde karriere som filminstruktør på danske, såvel som internationale film og tv-serier, såsom Freud flytter hjemmefra (1991), Den eneste ene (1999), Elsker dig for evigt (2002), Brødre (2004), Efter brylluppet (2006) og Hævnen (2010), Things We Lost in the Fire (2007), Bird Box (2018) og The Undoing (2020). Bier har modtaget adskillige priser for sit arbejde og er den eneste kvindelige instruktør i verden til at have modtaget både en Oscar, en Golden Globe, en Emmy og en European Film Award.

## Nominerede
| Bedste mandlige hovedrolle | Bedste kvindelige hovedrolle |
| --- | --- |
| - Anders Matthesen for Ternet Ninja 2 - Alex Høgh Andersen for Skyggen i mit øje - Bertram Bisgaard for Skyggen i mit øje - Nikolaj Coster-Waldau for Smagen af sult - Simon Bennebjerg for Pagten                                                                                | - Birthe Neumann for Pagten - Johanne Milland for Venuseffekten - Katrine Greis-Rosenthal for Smagen af sult - Rosalinde Mynster for Hvor kragerne vender - Trine Dyrholm for Margrete den Første    |
| Bedste mandlige birolle | Bedste kvindelige birolle |
| - Lars Mikkelsen for Venuseffekten - Jesper Groth for Hvor kragerne vender - Morten Hee Andersen for Margrete den Første - Søren Malling for Margrete den Første - Thomas Hwan for Hvor kragerne vender                                                                           | - Anne Sofie Wanstrup for Hvor kragerne vender - Asta August for Pagten - Bodil Jørgensen for Hvor kragerne vender - Ester Birch for Skyggen i mit øje - Sofie Gråbøl for Venuseffekten              |
| Bedste danske film | Bedste amerikanske film |
| - Hvor kragerne vender af Lisa Jespersen - Margrete den Første af Charlotte Sieling - Smagen af sult af Christoffer Boe - Ternet Ninja 2 af Anders Matthesen og Thorbjørn Christoffersen - Venuseffekten af Anna Emma Haudal Nielsen                                              | - Nomadland af Chloé Zhao - First Cow af Kelly Reichardt - Minari af Lee Isaac Chung - Sound of Metal af Darius Marder - The French Dispatch af Wes Anderson                                         |
| Bedste ikke-amerikanske film | Bedste dokumentarfilm |
| - The Power of the Dog af Jane Campion (New Zealand/Australien) - Promising Young Woman af Emerald Fennell (Storbritannien) - Quo Vadis, Aida af Jasmila Žbanić (Bosnien) - The Father af Florian Zeller (Frankrig/Storbritannien) - Titane af Julia Ducournau (Frankrig/Belgien) | - Flugt af Jonas Poher Rasmussen - Fra det vilde hav af Robin Petré - Kandis for livet af Jesper Dalgaard - President af Camilla Nielsson - Skál/Skål af Cecilie Debell og Maria Guldbrandsø Tórgarð |

## Øvrige priser

### Æres-Bodil
- Susanne Bier (filminstruktør)

### Sær-Bodil
- Kenneth Ladekjær (animator) og Jess Nicholls (art director) for Flugt

### Bedste fotograf
- Rasmus Videbæk for Margrete Den Første

### Samarbejdspriser
Henning Bahs Prisen
- Søren Schwartzberg for scenografien til Margrete Den Første

Bedste manuskript
- Maya Ilsøe, Jesper Fink og Charlotte Sieling for Margrete Den Første

#### Biografklub Danmark Talentprisen
Vinder: Jesper Dalgaard, dokumentarinstruktør, for Kandis for livet
Nominerede:
- Anne Sofie Wanstrup, skuespiller, for Hvor kragerne vender og Venuseffekten
- Johanne Milland, skuespiller, for Venuseffekten
- Lisa Jespersen, instruktør, for Hvor kragerne vender
- Sara Isabella Jønsson, manuskriptforfatter, Hvor kragerne vender og Miss Osaka